# بوب كوزي
روبرت جوزيف «بوب» كوزي (Robert Joseph "Bob" Cousy)(ولد في 9 من أغسطس 1928م) هو لاعب كرة سلة أمريكي محترف ومتقاعد. لعب كوزي كحارس نقطة (صانع ألعاب) مع فريق بوسطن كلتكس (Boston Celtics) من 1950م إلى 1963م، كما لعب لفترة قصيرة مع سينسيناتي رويالز (Cincinnati Royals) في موسم 1970م-1969م. وقد أظهر في البداية قدراته في كرة السلة عندما كان يلعب في فريق المنتخب الممثِّل للمدرسة الثانوية وهو طالب في الصف الحادي عشر. حصل على منحة إلى كلية الصليب المقدس (College of the Holy Cross)، وقاد فريق الكروسيدرز (Crusaders) إلى التقدم في بطولة كرة السلة الأولى للفئة 1 للرجال التابعة للرابطة الوطنية لرياضة الجامعات (NCAA) في 1948م وبطولة كرة السلة الأولى للفئة 1 للرجال التابعة لـ NCAA في 1950م، ولُقِّب بأفضل لاعب أمريكي في NCAA على مدار ثلاثة مواسم. تم اختيار كوزي في البداية كثالث اختيار عام في الجولة الأولى من اختيار لاعبي الجامعات NBA Draft في 1950م الذي عقده فريق ترايستسيز بلاكهوكس (Tri-Cities Blackhawks)، ولكن بعدما رفض الإعلان، قام فريق بوسطن باختياره. وكانت مسيرة كوزي الرياضية ناجحة جدّا مع فريق سيلتيكس (Celtics)، حيث لعب في ستٍ من الفرق البطولية، وتم ترشيحه 13 مرة في مباراة كل النجوم في NBA و12 مرة في الفريقين الأول والثاني من أفضل فريق في NBA، وحاز على جائزة أفضل لاعب في NBA ((NBA Most Valuable Player Award)) في 1957م.
وخلال أول 11 موسم في الNBA، قاد كوزي الدوري من خلال عمل تمريرات لثمانِ مرات متتالية، وابتكر توليفة جديدة من استلام الكرة ومهارات التمرير التي جعلته يُلقَّب ب«كوز» ("Cooz")، «هوديني الخشب الصلب»، كما لُقِّب عادةً ب «مستر باسكتبول» ("Mr. Basketball") في بوسطن جاردن (حديقة بوسطن) (Boston Garden). وبعدما أمضى مسيرته في اللعب، قام بتدريب فريق ذا رويالز (the Royals) لسنواتٍ عدة، حتى أنه عاد إليهم في سن 41. ثم أصبح مُذيعًا لمباريات كلتكس. وتم ترشيحه لقاعة نايسميث التذكارية لمشاهير كرة السلة (Naismith Memorial Basketball Hall of Fame) في 1971م، وقام كلتكس عند تكريمه بحفظ قميصه رقم 14 وتعليقه على عوارض بوسطن جاردن، حيث لا يزال موجودًا منذ ذلك الوقت. تم اختيار كوزي في فريق الذكرى الخامسة والعشرين لـ NBA في 1971م، وفريق الذكرى الخامسة والثلاثين لـ NBA في 1981م، وفريق الذكرى الخمسين الأفضل لـ NBA في 1996م، مما جعله واحدًا من من أربعة لاعبين فقط تم اختيارهم لكلٍ من هذه الفرق.

## وصلات خارجية
- بوب كوزي على موقع IMDb (الإنجليزية)
- بوب كوزي على موقع الموسوعة البريطانية (الإنجليزية)
- بوب كوزي على موقع ألو سيني (الفرنسية)
- بوب كوزي على موقع أول موفي (الإنجليزية)
- بوب كوزي على موقع إن إن دي بي (الإنجليزية)
- بوب كوزي على موقع قاعدة بيانات الفيلم (الإنجليزية)
- بوب كوزي على موقع كينوبويسك (الروسية)
- بوب كوزي على موقع إن بي أي (الإنجليزية)
- بوب كوزي على موقع سبورتس رفرنس (الإنجليزية)
- بوب كوزي على موقع كلية كرة السلة في سبورتس رفرنس.كوم (الإنجليزية)
- بوب كوزي على موقع ريلجم (الإنجليزية)
- بوب كوزي على موقع بروبوليرز (الإنجليزية)
- بوب كوزي على موقع قاعة المشاهير الجامعة الوطنية لكرة السلة (الإنجليزية)
- بوب كوزي على موقع سبورتس رفرنس (الإنجليزية)
- بوب كوزي على موقع كلية كرة السلة في سبورتس رفرنس.كوم (الإنجليزية)

- Bob Cousy on nba.com
- Bob Cousy Statistics
- Bob Cousy in 1940s newspaper clippings[وصلة مكسورة]